# Alikangiana signicosta
Alikangiana signicosta là một loài bướm đêm trong họ Noctuidae.